# Liste des gravures de Marcel Fiorini
Liste des gravures de Marcel Fiorini
Marcel Fiorini n'a pas, comme de nombreux artistes, fait suivre d'une date la signature de ses estampes. Le catalogue, préfacé par Roger van Gindertael, de l'exposition Fiorini – gravures pour les heures présentée à la galerie Jeanne Bucher en décembre 1965 et janvier 1966 fournit cependant une ébauche de catalogue raisonné pour la période 1948-1966. 71 titres, souvent postérieurs, sont recensés, par ordre alphabétique et sans indications de dimensions, dans le catalogue de la BNF.
Les dimensions données dans cette liste sont généralement celles des planches gravées. Sont indiquées les collections publiques dans lesquelles elles se trouvent conservées.
De 1948 à 1951 Fiorini pratique exclusivement la technique de l'aquatinte, en 1952 et 1953 celle du bois gravé imprimé en taille-douce dont il invente le procédé. De 1953 à 1962 il l'adapte au linoléum, continuant d'utiliser le bois et l'aquatinte. En 1963 il y ajoute la gypsographie imprimée en taille douce et y mêle en 1976 l'héliogravure.

## 1948 – 1950
- Le Repos, 1948, aquatinte, 24 x 20 cm, 15 exemplaires

- Bibliothèque nationale de France, Paris
- Les Portes du ciel, 1948, aquatinte, 26 x 20 cm, 16 exemplaires
- Le Double, 1948, aquatinte, 20 x 13 cm, 15 exemplaires
- Construction féminine I, 1948, aquatinte en couleur, 3 planches, 29 x 20 cm, 15 exemplaires
- Construction féminine II, 1948, aquatinte, 1 planche couleur, 24 x 20 cm, 3 exemplaires

- Rahr-West Art Museum, Manitowoc (notice et image)
- Nature morte, 1948, aquatinte, 2 planches couleur, 20 x 13 cm, 15 exemplaires
- Composition, 1948, aquatinte, 25,5 x 20 cm, 15 exemplaires
- Composition II, 1948, aquatinte, 32 x 25 cm, 15 exemplaires
- Au coin du feu I, 1948, aquatinte
- Au coin de feu II, 1948, aquatinte
- Le Vide, 1948, aquatinte
- Livide I, 1948, aquatinte
- Livide II, 1949, , aquatinte
- Le Signe, 1949, aquatinte, 23 x 12,5 cm, pour la revue Art d'aujourd'hui

- Bibliothèque nationale de France, Paris
- Totem I, 1949, aquatinte, 23 x 12,5 cm, 10 exemplaires

- Bibliothèque nationale de France, Paris
- Totem II, 1949, aquatinte, 26 x 20 cm, 10 exemplaires
- Signe totémique, 1949, aquatinte, 26 x 20 cm, 30 exemplaires
- Femme I, 1949, aquatinte, 20 x 25,5 cm, 15 exemplaires
- Femme II, 1949, aquatinte, 26 x 20 cm, 15 exemplaires

- Bibliothèque nationale de France, Paris
- Femme III, 1949, aquatinte, 27 x 22,5 cm, 15 exemplaires
- Femme IV, 1949, aquatinte, 26 x 20 cm, 30 exemplaires

- Bibliothèque nationale de France, Paris
- Le Couple, 1949, aquatinte, 1 planche couleur, 39,5 x 30 cm, 16 exemplaires
- Adam et Eve, 1949, aquatinte, 39,5 x 30 cm, 16 exemplaires
- Sans titre - daté 25.06.49
- Gravure rupestre, 1949, aquatinte
- Sans titre ou Femme V, 1950, aquatinte, 14 x 11,6 cm, 30 exemplaires
- Le Baiser, 1950, aquatinte, 27,3 x 27,2 cm, 30 exemplaires
- Le Tub, 1950, aquatinte, 37,2 x 25,8 cm, 30 exemplaires
- Maternité, 1950, aquatinte, 37,2 x 25,8 cm, 30 exemplaires
- Intérieur, 1950, aquatinte, 25,3 x 19,2 cm, 30 exemplaires
- Composition, 1950, aquatinte, 1 planche couleur, 26 x 20 cm, 30 exemplaires
- Le Matin, 1950, aquatinte, 1 planche couleur, tirage en gris et tirage en couleurs, 25 x 19,2 cm, 30 exemplaires
- Youri, 1950, aquatinte

## 1951 – 1955
- Théière, 1951, aquatinte, 1 planche couleur, 26 x 20 cm, 30 exemplaires
- Le Déjeuner, 1951, aquatinte, 2 planches couleur, 29 x 24 cm, Guilde de la gravure, Paris, 100 exemplaires

- Bibliothèque nationale de France, Paris
- Centre national des arts plastiques, Inv. : FNAC 25713, déposé au Ministère des Affaires étrangères, Paris
- Le Pot noir I, 1951, aquatinte, 4 planches couleur, 29 x 33 cm, 30 exemplaires
- Les Musiciens I, 1951, aquatinte, 26 x 20 cm

- Musée d'Art contemporain de l'université de São Paulo, n° inventaire 1963.3.132 (notice et image)
- Les Musiciens II, 1951, aquatinte, 25,8 x 20 cm, 2 tirages couleurs, 50 exemplaires
- Les Musiciens III, 1951, aquatinte, 25,8 x 20 cm (2 tirages couleurs), 30 exemplaires
- Carte de vœux (Les Musiciens), c. 1951, aquatinte, 13 x 7,7 cm, 10 exemplaires
- L'Échiquier, 1951, bois gravé en taille douce

- Bibliothèque nationale de France, Paris
- Oiseaux, 1952, bois gravé en taille douce, couleurs, 51 x 33 cm, 30 exemplaires

- Bibliothèque nationale de France, Paris
- Le Pot noir, 1952, bois gravé en taille douce, 29, 2 x 23,5 cm (49,5 x 35,3 cm), Chalcographie du Louvre, Paris, 15 exemplaires

- Centre national des arts plastiques (plaque gravée et tirage) Inv.FNAC 26176 à 26173.3, en dépôt depuis le 07/01/1958 : Chalcographie du musée du Louvre et de la Réunion des musées nationaux, Paris (notice et image)
- Musée d'Art contemporain de l'université de São Paulo, n° inventaire 1963.3.129
- Une Rose de Vérone, 1952, bois gravé en taille douce, 49,5 × 35,5 cm, 30 exemplaires, n° inventaire 1963.3.128 (notice et image[4]).

- Musée d'Art contemporain de l'université de São Paulo (notice et image)
- Pêcheurs, 1952, bois gravé en taille douce, 49 x 39 cm, 30 exemplaires
- La Repasseuse, 1952, bois gravé en taille douce, 2 planches couleur, 49 x 36 cm, 30 exemplaires
- Le Déjeuner jaune-violet, 1952, bois gravé en taille douce, 2 planches couleur, 49 x 36 cm, 30 exemplaires

- Bibliothèque nationale de France, Paris
- Le Déjeuner noir, 1952, bois gravé en taille douce, 52 x 38 cm, 30 exemplaires

- Institut national d'histoire de l'art, Paris, EM FIORINI 5
- Centre national des arts plastiques, Paris, n° inventaire FNAC 25713, en dépôt depuis 1966 au Ministère des affaires étrangères (Paris)
- Musée d'Art contemporain de l'université de São Paulo, n° inventaire 1963.3.131 (notice et image)
- Les Musiciens (IV), 1952, bois gravé en taille douce, 1 planche couleur, 49 x 35 cm, 30 exemplaires

- Musée d'Art contemporain de l'université de São Paulo (notice et image)
- Port-Pêcheur bleu-rouge, 1952, bois gravé en taille douce, 2 planches couleur, 49 x 35 cm, 25 exemplaires

- Musée d'Art contemporain de l'université de São Paulo, n° inventaire 1963.3.133 (notice et image)
- Le Couple, 1952, bois gravé en taille douce, 50 x 60 cm, 25 exemplaires, 25 exemplaires
- Simone et le chat, 1952, bois gravé en taille douce, 63 x 48 cm, 30 exemplaires[7]

- Bibliothèque nationale de France, Paris
- Musée d'Art contemporain de l'université de São Paulo, n° inventaire 1963.3.130 (notice et image)
- Musée d'Art d'Auckland
- Le Pot noir et rouge, 1952, bois gravé en taille douce
- Femme noire, 1952, bois gravé en taille douce
- Carte de vœux (Les Musiciens), vers 1952, bois gravé en taille douce, 15,3 x 12,4 cm, 30 exemplaires
- Le Tricot, 1953, bois gravé en taille douce, 46 x 14 cm, 15 exemplaires

- Bibliothèque nationale de France, Paris
- Le Damier, 1953, linogravure en taille douce, 1 planche couleurs, 34,4 x 21,5 cm, 30 exemplaires
- La Théière, 1953, linogravure en taille douce, 1 planche couleurs, 40 x 27 cm, 30 exemplaires

- Bibliothèque nationale de France, Paris
- Le Moulin à café (1), 1954, linogravure en taille douce, 40 x 27 cm, 3O exemplaires
- Le Moulin à café (2), 1954, linogravure en taille douce, 1 planche couleurs, 40 x 27 cm, 120 exemplaires

- Bibliothèque nationale de France, Paris
- Le Pot noir, 1954, bois gravé en taille douce, 15 exemplaires

- Musée d'Art contemporain de l'université de São Paulo, n° inventaire 1963.3.129 (notice et image)

## 1956 – 1960
- Composition I, 1956, aquatinte, 2 planches couleurs, 37 x 33 cm, L’œuvre gravée, Zurich, 120 exemplaires

- International Centre of Graphic Arts, Ljubljana, Slovénie, numéro d'inventaire 1912/1989 (notice et image)
- Composition II, 1957, aquatinte, 2 planches couleur, 31,5 x 42 cm, L’œuvre gravée, Zurich, 120 exemplaires
- Composition III ou Nature morte au pot gris, 1958, aquatinte, 2 planches couleur, 36,5 x 44,5 cm, L’œuvre gravée, Zurich, 120 exemplaires
- Paysage du Lot, 1958, aquatinte, 2 planches couleur, 35 x 44 cm, 120 exemplaires

- Musée d'Art moderne de Paris, numéro d'inventaire AME 259
- International Centre of Graphic Arts, Ljubljana, Slovénie, inventaire: 329/1989, (notice et image)
- Verdure, 1959, linogravure en taille douce, 1 planche couleur, 43 x 30 cm, Jeune gravure contemporaine, Paris

- Institut national d'histoire de l'art, Paris, EM FIORINI 3 et NHA Mf 347 (16, 463)
- Musée national des beaux-arts du Québec, Québec, Canada, inventaire: 1987.71
- Nature morte, 1960, linoléum, 1 planche couleur, 34,5 x 49 cm, L’œuvre gravée, Zurich, 120 exemplaires
- Ile de Ré, 1960, linogravure en taille douce, 1 planche couleur, 35 x 50 cm, L’œuvre gravée, Zurich, 120 exemplaires[12]

- International Centre of Graphic Arts, Ljubljana, Slovénie, inventaire: 1752/1989 (notice et image)
- Sous-bois, 1960, linogravure en taille douce, 1 planche couleur, 50 x 38 cm, L’œuvre gravée, Zurich, 120 exemplaires
- Varech, 1960, linogravure en taille douce, 1 planche couleur, 31,5 x 50 cm, L’œuvre gravée, Zurich, 120 exemplaires

- International Centre of Graphic Arts, Ljubljana, Slovénie, inv : 4514/1989 (notice et image)
- Estérel, 1960, linogravure en taille douce, 1 planche couleur, 38 x 50 cm, 50 exemplaires
- Algues, 1960, linogravure en taille douce, 1 planche couleur, 34 x 49 cm, 50 exemplaires

- Bibliothèque nationale de France, Paris
- Le Marais, 1960, linogravure en taille douce, 2 planches couleur, 31 x 50 cm, 50 exemplaires
- Automne, 1960, linogravure en taille douce, 1 planche couleur, 50 x 37,5 cm, 50 exemplaires

- Bibliothèque nationale de France, Paris
- La Fenêtre, 1960, linogravure en taille douce, 1 planche couleur, 50 x 37,5 cm, 50 exemplaires

Musée des beaux-arts du Canada, Ottawa
- Gourdon, 1960, linogravure en taille douce, 1 planche couleur, 34,5 x 49 cm, 50 exemplaires[15].
- Baigneuse, 1960, linogravure en taille douce, 2 planches couleur, 32 x 49 cm, 50 exemplaires

- Bibliothèque nationale de France, Paris
- La Dune aux vignes, 1960, linogravure en taille douce, 1 planche couleur, 34,5 x 49 cm, 50 exemplaires
- Sous-bois, 1960, linogravure en taille douce, 50 x 38 cm (imprimé en 1962)
- Hommage à Jeanne Bucher, 1960, Affiche d'exposition, galerie Jeanne Bucher, Paris (mai-juin 1960)

## 1961 - 1966
- Buveurs ou Le Buveur, 1961, linogravure en taille douce, 2 planches couleur, 50 x 32 cm, L’œuvre gravée, Zurich, 120 exemplaires

- Bibliothèque nationale de France, Paris
- International Centre of Graphic Arts, Ljubljana, Slovénie, inv : 1853/1989 (notice et image)
- Memphis Brooks Museum of Art (en), Memphis (Tennessee) (notice sous le titre Composition VI et image)
- Minneapolis Institute of Art (notice sous le titre Composition VI)
- Poissons, 1961, linogravure en taille douce, 1 planche couleur, 32 x 49 cm, L’œuvre gravée, Zurich, 120 exemplaires

- Bibliothèque nationale de France, Paris
- International Centre of Graphic Arts, Ljubljana, Slovénie, inv : 4512/1989 (notice et image)
- Nu ou Le grand nu, 1961, linogravure en taille douce, 1 planche couleur, 54 x 36 cm, L’œuvre gravée, Zurich, 120 exemplaires

- Bibliothèque nationale de France, Paris
- Les Salines, 1961, linogravure en taille douce, 2 planches couleur, 34 x 55 cm, L’œuvre gravée, Zurich, 130 exemplaires

- Musée d'art moderne de la Ville de Paris (n° inventaire AME260)
- Musée des beaux-arts de Nantes, n° 55/129 (n° inventaire SEM 738)
- Musée d'Art d'Auckland
- International Centre of Graphic Arts, Ljubljana, Slovénie, inv : 327/1989 (notice et image)
- Nacre, 1961, linogravure en taille douce, 1 planche couleur, 36 x 52,5 cm, 50 exemplaires

- Bibliothèque nationale de France, Paris
- L'Échiquier, 1961, bois gravé en taille douce, 2 planches couleur, 49 x 36 cm, 50 exemplaires

- Bibliothèque nationale de France, Paris
- Centre national des arts plastiques, Paris, Inv. : FNAC 28453 (notice et image)
- Petit nu, 1961, linogravure en taille douce, 1 planche couleur, 24 x 42 cm, Société Bibliophile, 120 exemplaires
- Nymphe, 1961, linogravure en taille douce, 1 planche couleur, 32 x 22,5 cm, éditions Léon Ullmann, Paris, 50 exemplaires
- Fiorini, 1961, Affiche d'exposition, galerie Schmücking, Braunschweig, avril 1961
- Sans titre, carte de vœux, 1961, gypsographie en taille douce, 17 x 12,5 cm, Nesto Jacometti et L’œuvre gravée, Zurich,200 exemplaires

- International Centre of Graphic Arts, Ljubljana, Slovénie, inv: 4511/1989 (notice et image)
- Les Falaises de Taormina, 1962, linogravure en taille douce, 2 planches couleur, 37 x 52 cm, éditions Lublin, New York, 120 exemplaires
- La Plage, 1962, linogravure en taille douce, 1 planche couleur, 39 x 55 cm, L’œuvre gravée, Zurich, 120 exemplaires

- Centre national des arts plastiques, Paris, Inv. : FNAC 28454, en dépôt depuis 1967 à l'Assemblée nationale (Paris
- Musée national des beaux-arts du Québec, Québec, Canada, numéro d'inventaire 1965.73
- Bretagne, 1962, linogravure en taille douce, 1 planche couleur, 38 x 52 cm (50 x 65 cm), L’œuvre gravée, Zurich, 120 exemplaires

- International Centre of Graphic Arts, Ljubljana, Slovénie, Inv: 2083/1989 (notice et image)
- La Couronne de Laure I, 1962, linogravure en taille douce, 28 x 18,5 cm, 50 exemplaires[23]
- La Couronne de Laure II, 1962, tirée en 1968, linogravure en taille douce, éditions Vision Nouvelle, Paris, 60 exemplaires

- Bibliothèque nationale de France, Paris
- Marbre, 1962, tirée en 1968, 50 x 65 cm (34,5 x 47 cm), gravure sur bois en couleur, Vision Nouvelle, Paris, 100 exemplaires

- Bibliothèque nationale de France, Paris
- Sans titre, carte de vœux 1962, 16,5 x 12 cm, 20 exemplaires
- Empreinte, 1963, gypsographie en taille douce, 1 planche couleur, 31 x 24,5 cm, éditions Lublin, New York, 100 exemplaires
- Calanques, 1963 (d'après une peinture de 1959), non tirée
- Les Chardons, 1964, gypsographie en taille douce 64,6 x 48,8 cm, 16/50

Centre national des arts plastiques, Inv. : FNAC 28451
- Le Chardon, 1964, gypsographie en taille douce, 1 planche couleur, 43 x 31 cm, 75 exemplaires

- Musée d'Art moderne de Paris, numéro d'inventaire AME 512
- Fonds national d'art contemporain, Inv. : FNAC 28808, déposé au Ministère de l'Éducation nationale, Université Paris-Diderot, Paris
- Automne en forêt, 1964, gypsographie en taille douce, 1 planche couleur, 53 x 37 cm, 50 exemplaires

Centre national des arts plastiques, Inv. : FNAC 28452 ; en dépôt depuis le 06/07/1966 : Ambassade de France (New Delhi)
Musée des beaux-arts de Nantes, n° 40/50 (n° inventaire SEM 739)
- Florence, 1964, gypsographie en taille douce, 1 planche couleur, 31,5 x 23,5 cm, 30 exemplaires

- Bibliothèque nationale de France, Paris
- Coquillage, 1964, gypsographie en taille douce, 30,3 x 20 cm, 30 exemplaires

- Bibliothèque nationale de France, Paris
- Le Varan, 1965, gypsographie en taille douce, 1 planche couleur, 37 x 52 cm, L’œuvre gravée, Zurich, 120 exemplaires

- Musée d'Art moderne de Paris, numéro d'inventaire AME 262
- Sur la lande, 1965, gypsographie en taille douce, 1 planche couleur, 35 x 48 cm, L’œuvre gravée, Zurich, 120 exemplaires

- Musée d'Art moderne de Paris, numéro d'inventaire AME 261
- Le Tournoi, 1965, bois gravé en taille douce, 1 planche couleur, 37 x 51,5 cm, 50 exemplaires

- Bibliothèque nationale de France, Paris
- Mare maris, 1965
- Gravures pour les heures :

Akéla, 1965, bois gravé en taille douce, 1 planche couleur, 175 x 38 cm 12 exemplaires
La Cheminée du roi René, 1965, bois gravé en taille douce, 1 planche couleur, 215 x 38 cm, 9 exemplaires
Les Gens du voyage, 1965, bois gravé en taille douce, 1 planche couleur, 215 x 38 cm, 10 exemplaires
Les Heures réfléchissent, 1965, bois gravé en taille douce, 1 planche couleur, 38 x 215 cm, 12 exemplaires
- Bibliothèque nationale de France, Paris
Brocéliande, 1965, bois gravé en taille douce, 1 planche couleur, 38 x 215 cm, 10 exemplaires
Les Saisons, 1965, bois gravé en taille douce, 1 planche couleur, 38 x 215 cm, 10 exemplaires
Le Miroir des vierges, 1965, bois gravé en taille douce, 1 planche couleur, 120 x 38 cm, 25 exemplaires
Je dis la nuit, 1965, bois gravé en taille douce, 1 planche couleur, 38 x 208 cm, 10 exemplaires (poème de Jean Lescure)
L'Archipel des Agriates, 1965, bois gravé en taille douce, 1 planche couleur, 38 x 140 cm, 10 exemplaires
La Vague, 1965, bois gravé en taille douce, 1 planche couleur, 38 x 170 cm, 10 exemplaires
La grande verticale, 1965, bois gravé en taille douce, 1 planche couleur, 208 x 38 cm
Double gravure pour le catalogue Fiorini - gravures pour les heures, bois gravé en taille douce, 6,7 x 16,6 cm, 100 exemplaires  
- Institut national d'histoire de l'art, Paris, cote BAA 8° Rés 517
- Fiorini, 1965, Affiche d'exposition, galerie Schmücking, Braunschweig, juin 1965, 48,5 x 31,5 cm
- Carte de vœux, 1965, gypsographie en taille douce, 12 x 8,7 cm, 50 exemplaires
- L'Écarté, 1966, bois gravé en taille douce, 50 x 37 cm
- L'Oiseau sage, 1966
- L'Hiver piège, 1966, gypsographie en taille douce, 54 x 41 cm
- Le Soleil à travers, 1966
- Gavrinis, 1966, 50 exemplaires[24].

## 1967 – 1970
- Le Chevalier, 1968, gravure sur bois en couleurs, La Nouvelle Gravure, Paris

- Bibliothèque nationale de France, Paris
- Le Viol, 1968, gravure sur bois en couleurs

- Bibliothèque nationale de France, Paris
- Musée d'Art moderne de Paris, numéro d'inventaire AME 908
- Le grand arbre, 1968, 70 x 53 cm, 95 exemplaires
- L'Étang, 1968, 95 exemplaires
- La Couronne de Laure (II), 1968, éditions Vision nouvelle, Paris

- Bibliothèque nationale de France, Paris
- C'est à Bouzy..., invitation pour un mariage, 1968, 18 x 28,5 cm
- Le Roy de drapeau, 1969, gravure sur bois en couleurs, 78,5 x 58 cm, L'œuvre gravée, Locarno, 99 exemplaires

- Bibliothèque nationale de France, Paris
- La Reine de drapeau, 1969, gravure sur bois en couleurs, 58,5 x 43 cm, L'œuvre gravée, Locarno, 99 exemplaires

- Bibliothèque nationale de France, Paris
- Le Valet de drapeau, 1969, gravure sur bois en couleurs, 78 x 58 cm, L'œuvre gravée, Locarno
- Le Cavalier de drapeau, 1969, gravure sur bois en couleurs, 61 x 44,5 cm, L'œuvre gravée, Locarno
- L'Oiseleur, 1969, gravure sur bois en couleurs, L'œuvre gravée, Locarno

- Bibliothèque nationale de France, Paris
- La Demoiselle à la licorne, 1969, gravure sur bois en couleurs, L'œuvre gravée, Locarno/Association pour la Promotion de l'œuvre gravée et de l'estampe, Nuits-Saint-Georges, 99 exemplaires

- Bibliothèque nationale de France, Paris
- La Forêt, 1969
- Composition, 1969, gypsographie en taille douce, 43,5 x 29,5 cm, Jeune gravure contemporaine, Paris  -

- Institut national d'histoire de l'art, Paris, EM FIORINI 2 et NHA Mf 347 (16, 462)
- Artothèque de l'Aisne, n° inventaire D.09.8.1 (notice et image)
- Gravures pour le mur, 1969-1970:

Hommage à la dame à la licorne, 1969, bois gravé en taille douce, 191 x 296 cm, 8 exemplaires
Hélène de Troie, 1969, bois gravé en taille douce, 195 x 300 cm, 8 exemplaires
Les Migrateurs, 1970, bois gravé en taille douce, 194 x 295 cm, 8 exemplaires
La Nuit chaude, 1970, bois gravé en taille douce, 194 x 296 cm, 8 exemplaires
La Pêche aux crabes, 1970, bois gravé en taille douce, 190 x 290 cm, 8 exemplaires
- Musée de Gajac, Villeneuve-sur-Lot
La Plage aux crabes, 1970, bois gravé en taille douce, 78 x 107 cm
- L'Homme au casque, 1970, bois gravé en taille douce, 60 x 44 cm, L'œuvre gravée, Zurich, 99 exemplaires

- Bibliothèque nationale de France, Paris
- Angélique, 1970, gravure sur bois en couleurs, 60,5 c 33,5 cm, 60 exemplaires

- Musée des beaux-arts de Limoges
- Virginie, 1970, gravure sur bois en couleurs, 67 x 49 cm, La Nouvelle Gravure, Paris, 60 exemplaires

- Bibliothèque nationale de France, Paris
- Musée des beaux-arts de Limoges
- La Boulangère, 1970, bois gravé en taille douce, 60 x 44 cm, L'œuvre gravée, Zurich, 99 exemplaires

- Bibliothèque nationale de France, Paris

## 1971 – 1990
- Femme au chat, 1971, gravure sur bois en couleurs, éditions Jacqueline de Champvallins, Paris

- Bibliothèque nationale de France, Paris
- Nicole à la boule, 1972, gravure sur bois en couleurs, éditions Jacqueline de Champvallins, Paris

- Bibliothèque nationale de France, Paris
- La belle Fausta, 1972, gravure sur bois en couleurs, 67 x 48,5 cm, éditions Emilio Jacometti, Paris, 60 exemplaires

- Bibliothèque nationale de France, Paris
- Le petit cheval, 1972, gravure sur bois en couleurs

- Bibliothèque nationale de France, Paris
- Chardon d'hiver, 1973, gravure sur bois en couleurs, éditions Emilio Jacometti, Paris

- Bibliothèque nationale de France, Paris
- La Lune rousse, 1973, bois gravé en taille douce, 79 x 59 cm, éditions Emilio Jacometti, Paris

- Bibliothèque nationale de France, Paris
- Le Rêve, 1973, bois gravé en taille-douce, éditions Jacqueline de Champvallins, Paris

- Bibliothèque nationale de France, Paris
- La Rose et le reflet, 1973, bois gravé en taille-douce, couleurs

- Bibliothèque nationale de France, Paris
- Salomé, 1973, bois gravé en taille-douce, couleurs, 25 exemplaires

- Bibliothèque nationale de France, Paris
- Soleil d'hiver, 1973, bois gravé en taille-douce

- Bibliothèque nationale de France, Paris
- La Cafetière, 1974, 29,9 x 22,2 cm, gravure sur bois et aquatinte, éditions Emilio Jacometti, Paris, 35 exemplaires

- Bibliothèque nationale de France, Paris
- L'Oiseau mort, 1974, gravure sur bois et aquatinte, Emilio Jacometti, Paris

- Bibliothèque nationale de France, Paris
- Le Fossile, 1974, gravure sur bois en couleur et aquatinte

- Bibliothèque nationale de France, Paris
- Marminiac, 1974, gravure sur bois et aquatinte

- Bibliothèque nationale de France, Paris
- Le Poisson sur la ville, 1974, bois gravé en taille-douce

- Bibliothèque nationale de France, Paris
- Le petit bateau, 1974, gravure sur bois et aquatinte, éditions de l'Ermitage, Paris, 35 exemplaires

- Bibliothèque nationale de France, Paris
- La Hauteur magique, 1974, gravure sur bois en couleur et aquatinte, Association pour la promotion de l'œuvre gravée et de l'estampe, Nuits-Saint-Georges

- Bibliothèque nationale de France, Paris
- Trophée de chasse, 1974, 35 exemplaires
- Carte de vœux 1974, 20 exemplaires
- Le Combat, vers 1974

- Musée d'Art moderne de Paris, numéro d'inventaire AME 1025
- À travers la palissade, 1975, gravure sur bois et aquatinte en couleurs, 17,6 x 12,8 cm, éditions Jacqueline de Champvallins, Paris

- Bibliothèque nationale de France, Paris
- La Médaille, 1975, gravure sur bois en taille-douce, éditions de l'Ermitage, Paris, 35 exemplaires

- Bibliothèque nationale de France, Paris
- Petite fleur de palissade, 1975, bois gravé en taille-douce, 17,6 x 12,8 cm, galerie Heimeshoff, Essen

- Bibliothèque nationale de France, Paris
- Institut national d'histoire de l'art, Paris, EM FIORINI 4
- Deux soleils, 21 x 21 cm, 50 exemplaires
- Beaubourg 76, 1976, gravure sur bois en couleur et héliogravure

- Bibliothèque nationale de France, Paris
- Le Canal, 1976, gravure sur bois et aquatinte

- Bibliothèque nationale de France, Paris
- Contre-jour, 1976, gravure sur bois et héliogravure

- Bibliothèque nationale de France, Paris
- La Cour d'amour, 1976, gravure sur bois en couleur et héliogravure

- Bibliothèque nationale de France, Paris
- La Mahouna, 1976, gravure sur bois et héliogravure, 105 x 75 cm, 15 exemplaires[27]

- Bibliothèque nationale de France, Paris
- Centre national des arts plastiques, n° 9/15, Inv. : FNAC 33781 (notice et image)
- O.V.N.I 76, 1976, gravure sur bois en couleur

- Bibliothèque nationale de France, Paris
- La Porte merveilleuse, 1976, gravure sur bois et aquatinte en couleur

- Bibliothèque nationale de France, Paris
- Le Parfum des choses passées, 1977, aquatinte, bois en taille douce et gypsographie, 40,5 x 26 cm, Jeune gravure contemporaine, Paris, 75 exemplaires

- Bibliothèque nationale de France, Paris
- Institut national d'histoire de l'art, Paris, EM FIORINI 1 et INHA Mf 347 (16, 461)
- Le Verger, 1978, bois gravé en taille-douce, éditions Jacqueline de Champvallins, Paris
- Lanterne magique, vers 1980

- Bibliothèque nationale de France, Paris
- Paysage aux olives
- Une Fleur pour Albertine, 67,5 x 51,5 cm, éditions Jacqueline de Champvallins, Paris,75 exemplaires
- Hommage à la féminité, aquatinte, 40,5 x 26 cm, Jeune gravure contemporaine
- Femme à la bougie
- Paysage avec lanterne
- Le Tablier mauve, 26,7 x 19,2 cm, éditions Jacqueline de Champvallins, Paris, 25 exemplaires

## Livres de bibliophilie

### Livres de Fiorini

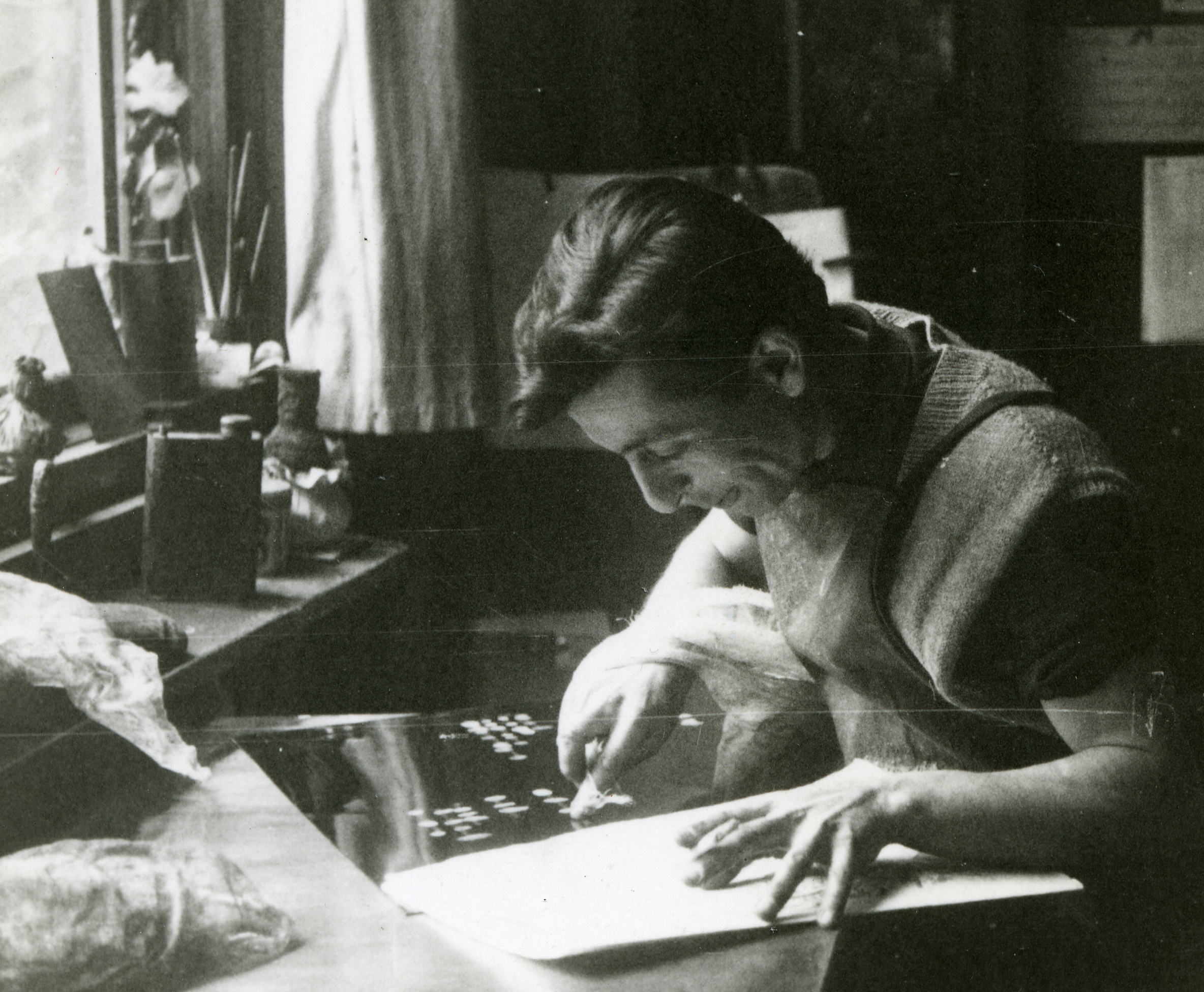
Fiorini imprimant les pages du livre Un Herbier des dunes (poème de Jean Lescure) à l'atelier Leblanc, 187 rue Saint-Jacques à Paris en 1963

- Marius Honoré Bérard, De la création de l'œuvre d'art non figurative, 6 gravures originales de Fiorini (dont Signe totémique, 1949, Le matin, 1950 et Les musiciens II, 1951) et une lithographie hors texte en couleurs du peintre M. H. Bérard, Chez l'auteur, 1951.
- Une Rose de Vérone, poème de Jean lescure, couverture (16,5 x 78,5 cm) illustrée d'une eau-forte en accordéon de 6 pliages, page de titre et dernière page de Fiorini, Paris, presses de Deberny et Peignot pour la typographie et de Georges Leblanc pour la gravure, 30 Mars 1953, 50 exemplaires[29].

- Bibliothèque nationale de France, Paris
- Bibliothèque de Rouen
- Université de Genève
- Un Herbier des dunes, poème de Jean Lescure, cuivre et linoléum en taille douce, 20 planches en double page, 41,5 x 56 cm, Éditions Jeanne Bucher, Paris, 1963, 100 exemplaires[30].

- Bibliothèque nationale de France, Paris
- Institut national d'histoire de l'art, Paris, espace Jacques Doucet Fol Res 202

### Livres collectifs
- Rhamsa, 1949, eau-forte, dans À la gloire de la main, Paris, Aux dépens d'un amateur, Librairie Auguste Blaizot, 1949, 164 exemplaires[31].

- Bibliothèque nationale de France, Paris
- Rijksmuseum Amsterdam
- La Couronne de Laure (poème de Jean Lescure), 1962, linogravure en taille douce, 1 planche couleur, 28 x 18,5 cm, dans Paroles Peintes , Éditions Odette Lazar-Vernet, Paris, 1962[32].
- Jean Lescure, Noires compagnes de mes murs, avec 8 dessins (Roger Chastel, Jean Coulot, Marcel Fiorini, Léon Gischia, Charles Lapicque, Mario Prassinos, Raoul Ubac et Jean Villeri), Florentin Mouret, Avignon, 1961, 150 exemplaires[33].
- Fiorini-Benanteur, textes de Roger Bissière et Monique Boucher, trois impressions de chacun des deux graveurs, Le Fanal, Paris, 1965, n.p..

- Musée d'art contemporain du Val-de-Marne
- Brocher froid en belle-vue dans Cinq pour un menu, gravures de Bertrand Dorny, Marcel Fiorini, Arthur-Luiz Piza, Paolo Boni, Louttre.B, 1973

### Livres d'interprétation
- Saint François d'Assise, Cantique à notre frère soleil, onze bois gravés d'après des gouaches de Bissière, imprimés en taille-douce et tirés par Fiorini de novembre 1953 à octobre 1954, éditions Jeanne Bucher, Paris, 1954, 48 exemplaires
- Swinburne, Laus Veneris, traduction de F. Vielé-Griffin, illustré de 10 eaux-fortes gravées par Jacques Villon avec la collaboration de Fiorini, éditions Manuel Bruker, Paris, 1956, 176 exemplaires

- Bibliothèque de Rouen
- Almanach 1957, huit bois gravés par Fiorini d'après le Bestiaire de Guillaume Le Clerc, textes de Marie-Louise Concasty, Éditions de Port-Royal, Paris, 1956

- Bibliothèque nationale de France, Paris
- Robert Ganzo, Œuvre poétique, huit eaux-fortes dont 2 en couleurs d'après Jacques Villon, éditions Marcel Sautier, Paris, 1957, 185 exemplaires

- Bibliothèque de Rouen
- Rijksmuseum Amsterdam
- Henri Pichette, Dents de lait, dents de loup, onze gravures sur cuivre d'après des dessins de Jacques Villon en collaboration avec Fiorini, éditions Pierre de Tartas, Paris, 1959, 211 exemplaires

- Bibliothèque de Rouen
- André du Bouchet, Ajournement, sept eaux-fortes gravées d'après Jacques Villon avec le concours de Marcel Fiorini, Iliazd, Paris, 1960, 32 exemplaires[34]

- Bibliothèque de Rouen
- Max Jacob, À poèmes rompus, cinq eaux-fortes en couleurs et une pointe sèche en noir sur la couverture s gravées d'après Jacques Villon, Louis Broder, 1960, 135 exemplaires

Rijksmuseum Amsterdam

## Illustration
- Laëtitia Atlani-Duault, Au bonheur des autres, Anthropologie de l'aide humanitaire, Armand Colin, Paris, 2009 (couverture).

## Gravures d'interprétation

### D'aprèsBissière
La plupart des œuvres de Bissière gravées par Fiorini sont recensées et reproduites dans le catalogue Bissière, gravures et lithographies, musée des Beaux-Arts d'Agen, 2008, 72 p.
- La Fenêtre (d'après La Fenêtre, 1949), eau-forte (deux plaques), 40,3 x 27 cm, 50 exemplaires, 1952
- L'Étoile , eau-forte (deux plaques) et pochoir sur zinc, 76,5 x 61,5 cm, 75 exemplaires, 1953
- Verte et orange, eau-forte (deux plaques) et aquatinte, 36,5 x 36,5 cm, éditée par les Amis du Kestnergesellschaft de Hanovre, 50 épreuves signées et 10 épreuves d’artiste, 1957
- Rose, aquatinte (deux plaques) 36,5 x 45,5 cm, 60 exemplaires, 1958
- Noir et rouge (d'après Noir et rouge, 1955), aquatinte (trois plaques), 33 x 45,5 cm, 80 exemplaires, 1958
- Le Nu (d'après Nu se coiffant, 1939), aquatinte (deux plaques), 28,5 x 25 cm, 30 exemplaires, 1958
- Brun et noir (d'après Brun et noir, 1959), bois et linoléum gravés, 50,5 x 25 cm, 50 exemplaires et 5 épreuves d'artiste, 1959
- Blanche et grise, bois gravé, 31,5 x 18 cm, 3O exemplaires tirés en trois couleurs et 15 exemplaires tirés en noir et blanc, 1960
- Le Soleil noir (d'après Le Soleil noir, 1949), linogravure (trois plaques), 52,5 x 24 cm, 80 exemplaires, édité par Nesto Jacometti, 1960

- Musée des beaux-arts de Dijon
- Composition 1960, 32,6 x 45,5 cm, 1960
- Hiver, aquatinte (deux plaques), 40 x 32,5 cm, 50 exemplaires, 1962
- Île de Ré (d'après Île de Ré, 1950), linogravure, 22,4 x 33,5 cm, 75 exemplaires, 1963

- Bibliothèque nationale de France, Paris, 75 exemplaires
- 25 août 1962 (d'après 25 août, 1962), linogravure (deux plaques), 13 x 28,5 cm, 60 exemplaires et 10 épreuves d'artiste, 1963

- Bibliothèque nationale de France, Paris

### D'après d'autres peintres
- Les Chaumes à Sordeville, d'après Vincent van Gogh, Chalcographie du Louvre, Paris, vers 1955

Fonds national d'art contemporain n° Inv.FNAC 24759, déposé au Ministère de la Culture, Paris
- Sans titre, d'après Vieira da Silva, 1959, aquatinte

- Bibliothèque nationale de France, Paris
- Space Rose, d'après Mark Tobey, aquatinte, 1961
- La Sonate, d'après Roger Chastel, eau-forte et aquatinte
- Sans titre, d'après Jean Bertholle

### Bibliographie

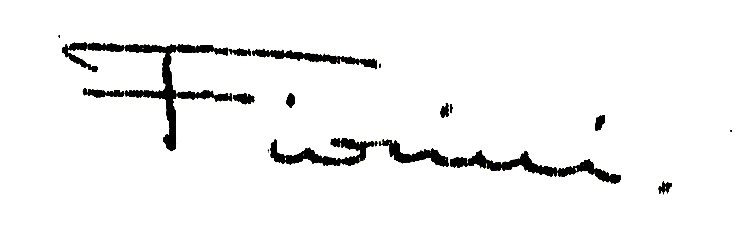
Signature de Fiorini